# Кос Корнелий Лентул (консул 1 пр.н.е.)
Вижте пояснителната страница за други личности с името Кос Корнелий Лентул.
Кос Корнелий Лентул (на латински: Cossus Cornelius Lentulus; * 35 пр.н.е.; † 36 г.) e римски политик и сенатор на ранната Римска империя.

## Биография
Лентул е син на Гней Корнелий Лентул (консул 18 пр.н.е.).
През 1 пр.н.е. той става консул заедно с Луций Калпурний Пизон Авгур. От 6 до 8 г. e за две години проконсул на провинция Африка, където има успехи против гетулите и музуламите, за което е почетен с триумф и името Гетулик. Става близък привърженик на новия император Тиберий. От 33 до 36 г. той е Praefectus urbi.
Лентул е член на жреческата колегия Quindecimviri sacris faciundis.

## Деца
- Кос Корнелий Лентул (консул 25 г.)
- Гней Корнелий Лентул Гетулик (консул 26 г.)